# Schweizer Parlamentswahlen 1869
- DL: 14
- FL: 57
- LM: 30
- ER: 3
- KK: 24

Die Schweizer Parlamentswahlen 1869 fanden am 31. Oktober 1869 statt. Zur Wahl standen 128 Sitze des Nationalrates. Die Wahlen wurden nach dem Majorzwahlrecht vorgenommen, wobei das Land in 47 unterschiedlich grosse Nationalratswahlkreise unterteilt war. Die Freisinnigen (bzw. Radikal-Liberalen) konnten zwar zulegen, verfehlten aber die absolute Mehrheit, während die gemässigten Liberalen zugunsten der Demokraten und Katholisch-Konservativen einbüssten. Das neu gewählte Parlament trat in der 8. Legislaturperiode erstmals am 6. Dezember 1869 zusammen.

## Wahlkampf
Die Wahlen waren erstmals von der Herausbildung förmlicher Wahlprogramme geprägt, die Auswirkungen auf die politische Willensbildung in der gesamten Schweiz hatten. Die Wahlkämpfe beschränkten sich nicht mehr auf Rivalitäten innerhalb der Kantone und die noch immer lose organisierten politischen Gruppierungen begnügten sich nicht mehr damit, sich lediglich der Treue ihrer Anhänger zu versichern. Hauptgrund dieser Entwicklung war die bevorstehende Revision der schweizerischen Bundesverfassung. Auf der einen Seite standen die Anhänger einer Totalrevision im zentralistischen Sinne, auf der anderen Seite die föderalistisch gesinnten Befürworter einer Teilrevision, welche im Wesentlichen die vor drei Jahren vom Volk abgelehnten Verfassungsänderungen wieder aufgreifen wollten. Zu den eifrigsten Befürwortern der Totalrevision gehörte die links stehende demokratische Bewegung, der es in verschiedenen Kantonen bereits gelungen war, ihre Forderungen durchzusetzen. Dazu gehörten der Ausbau der direktdemokratischen Rechte und Staatsinterventionen. Um dieses Ziel auch auf Bundesebene erreichen zu können, gingen die Demokraten in der Ostschweiz ein Bündnis mit dem Grütliverein ein. Die bisherige Koalition des Grütlivereins mit der radikal-demokratischen Studentenverbindung Helvetia zerfiel: In der Romandie, wo dieses Bündnis besonders eng gewesen war, regte sich energischer Widerstand gegen die zentralistischen Tendenzen der Verfassungsrevision. Den Demokraten stellte sich in der Deutschschweiz insbesondere die liberale Mitte um Alfred Escher entgegen, die gemässigtere Revisionsforderungen stellte.
Beide Lager waren sich in nur zwei Punkten einig: Zentralisierung des Militärwesens und Vereinheitlichung des Zivilrechts. Die materiellen Forderungen der Demokraten wurden im Wahlkampf kaum thematisiert, so dass sich die Programmatik auf die Schlagworte «Zentralstaat oder Bundesstaat» reduzierte. Dadurch wurden die alten Fronten zwischen Links, Mitte und Rechts durch den Gegensatz von Zentralisten und Föderalisten überlagert, in der Romandie zusätzlich durch die Trennung in Revisionisten und Antirevisionisten. Die scharfe Gegensätzlichkeit der Thematik belebte den Wahlkampf und sorgte allgemein für ein grösseres Interesse am politischen Geschehen. Die Wähler mussten sich nicht nur für einzelne Kandidaten und die hinter ihnen stehenden Parteien entscheiden, sondern konkret Stellung nehmen für oder gegen ein umstrittenes politisches Projekt. Hinzu kam die Tatsache, dass das Stimmvolk in einzelnen Kantonen erstmals die Ständeräte wählen konnte.
Während der 7. Legislaturperiode hatte es aufgrund von Vakanzen sieben Ersatzwahlen in ebenso vielen Wahlkreisen gegeben, die sich daraus ergebenden Verschiebungen waren marginal. 1869 gab es insgesamt 67 Wahlgänge (zwei mehr als drei Jahre zuvor). Nur in 28 Wahlkreisen waren die Wahlen bereits nach dem ersten Wahlgang entschieden. Wie in der zweiten Hälfte des 19. Jahrhunderts üblich, traten alle amtierenden Bundesräte zu einer Komplimentswahl an; d. h., sie stellten sich als Nationalräte zur Wahl, um sich von den Wählern ihre Legitimation als Mitglieder der Landesregierung bestätigen zu lassen. Wie schon bei den Nationalratswahlen 1866 scheiterten sowohl Wilhelm Matthias Naeff als auch Jean-Jacques Challet-Venel in ihren Wahlkreisen. Dessen ungeachtet wurden sie anschliessend von der Bundesversammlung knapp in ihrem Amt bestätigt. Mit der letzten Ergänzungswahl am 20. Januar 1870 war der Nationalrat komplett.
Die Wahlbeteiligung war im Vergleich zu 1866 um 3,8 Prozent höher. Der Wert von 54,2 % war der höchste, der bisher bei einer Nationalratswahl verzeichnet wurde. Der Anstieg ist insbesondere auf eine stark erhöhte Beteiligung im bevölkerungsreichen Kanton Zürich zurückzuführen (von 59,3 auf 76,4 %). Den höchsten Wert wies der Kanton Aargau mit 85,6 % auf, am wenigsten Interesse zeigten die Wähler in den Kantonen Schwyz und Zug mit je 22,1 %. Eindeutige Wahlverlierer waren die gemässigten Liberalen mit 8 Sitzverlusten, während die Demokraten und die Katholisch-Konservativen von der Polarisierung profitieren konnten.

## Ergebnis der Nationalratswahlen

### Gesamtergebnis
Von 568'713 volljährigen männlichen Wahlberechtigten nahmen 308'510 an den Wahlen teil, was einer Wahlbeteiligung von 54,2 % entspricht. In diesen Zahlen nicht mitberücksichtigt sind die Kantone Appenzell Ausserrhoden, Appenzell Innerrhoden, Glarus, Obwalden, Nidwalden und Uri: Dort erfolgte die Wahl durch die jeweilige Landsgemeinde, weshalb keine genauen Resultate verfügbar sind.
Die 128 Sitze im Nationalrat verteilten sich wie folgt:
| \| Partei \| Sitze 1866 \| vor Auf- lösung \| Sitze 1869 \| +/− \| Wähler- anteil \| +/− \| \| ------- \| ---------- \| --------------- \| ---------- \| --- \| -------------- \| ------ \| \| FL \| 54 \| 55 \| 57 \| +3 \| 37,6 % \| −2,0 % \| \| LM \| 38 \| 38 \| 30 \| −8 \| 25,9 % \| −2,5 % \| \| KK \| 22 \| 21 \| 24 \| +2 \| 15,5 % \| −1,5 % \| \| DL \| 10 \| 10 \| 14 \| +4 \| 14,6 % \| +4,1 % \| \| ER \| 4 \| 4 \| 3 \| −1 \| 04,1 % \| +1,2 % \| \| Diverse \| – \| – \| – \| – \| 02,3 % \| +0,7 % \| | - FL = Freisinnige Linke (Freisinnige, Radikale, Radikaldemokraten) - LM = Liberale Mitte (Liberale, Liberaldemokraten) - KK = Katholisch-Konservative - ER = Evangelische Rechte (evangelische/reformierte Konservative) - DL = Demokratische Linke (extreme Linke, Demokraten, Demokratische Partei) |                 |            |     |                |        |
| Partei | Sitze 1866 | vor Auf- lösung | Sitze 1869 | +/− | Wähler- anteil | +/−    |
| FL | 54 | 55              | 57         | +3  | 37,6 %         | −2,0 % |
| LM | 38 | 38              | 30         | −8  | 25,9 %         | −2,5 % |
| KK | 22 | 21              | 24         | +2  | 15,5 %         | −1,5 % |
| DL | 10 | 10              | 14         | +4  | 14,6 %         | +4,1 % |
| ER | 4 | 4               | 3          | −1  | 04,1 %         | +1,2 % |
| Diverse | – | –               | –          | –   | 02,3 %         | +0,7 % |

Hinweis: Eine Zuordnung von Kandidaten zu Parteien und politischen Gruppierungen ist nur bedingt möglich. Der politischen Wirklichkeit des 19. Jahrhunderts entsprechend kann man eher von Parteiströmungen oder -richtungen sprechen, deren Grenzen teilweise fliessend sind. Die verwendeten Parteibezeichnungen sind daher eine ideologische Einschätzung.

### Ergebnisse in den Kantonen
Die nachfolgende Tabelle zeigt die Verteilung der errungenen Sitze auf die Kantone.
| Kanton                 | Sitze total | Wahl- kreise | Betei- ligung | FL | FL | LM | LM | KK | KK | DL | DL | ER | ER |
| ---------------------- | ----------- | ------------ | ------------- | -- | -- | -- | -- | -- | -- | -- | -- | -- | -- |
| Aargau                 | 10          | 3            | 85,8 %        | 2  |    | 5  | −2 | 2  | +1 | 1  | +1 |    |    |
| Appenzell Ausserrhoden | 2           | 1            | –             | 1  |    | 1  |    |    |    |    |    |    |    |
| Appenzell Innerrhoden  | 1           | 1            | –             |    |    |    |    | 1  |    |    |    |    |    |
| Basel-Landschaft       | 3           | 1            | 29,7 %        | 2  |    | 1  |    |    |    |    |    |    |    |
| Basel-Stadt            | 2           | 1            | 57,7 %        | 1  |    | 1  |    |    |    |    |    |    |    |
| Bern                   | 23          | 6            | 47,8 %        | 19 |    | 1  | +1 |    |    |    |    | 3  | −1 |
| Freiburg               | 5           | 2            | 45,0 %        |    |    |    |    | 5  |    |    |    |    |    |
| Genf                   | 4           | 1            | 45,7 %        | 3  | +3 | 1  | −3 |    |    |    |    |    |    |
| Glarus                 | 2           | 1            | –             | 1  |    | 1  |    |    |    |    |    |    |    |
| Graubünden             | 5           | 3            | 49,8 %        | 3  | +1 | 1  | −1 | 1  |    |    |    |    |    |
| Luzern                 | 7           | 3            | 42,8 %        | 2  | −3 |    |    | 5  | +3 |    |    |    |    |
| Neuenburg              | 4           | 1            | 29,1 %        | 4  |    |    |    |    |    |    |    |    |    |
| Nidwalden              | 1           | 1            | –             |    |    |    |    | 1  |    |    |    |    |    |
| Obwalden               | 1           | 1            | –             |    |    |    |    | 1  |    |    |    |    |    |
| Schaffhausen           | 2           | 1            | 79,1 %        |    |    | 1  |    |    |    | 1  |    |    |    |
| Schwyz                 | 2           | 1            | 24,0 %        |    |    | 1  |    | 1  |    |    |    |    |    |
| Solothurn              | 3           | 1            | 76,8 %        | 2  |    |    |    | 1  |    |    |    |    |    |
| St. Gallen             | 9           | 3            | 66,0 %        | 3  | +1 | 5  | +2 | 1  |    | –  | −3 |    |    |
| Tessin                 | 6           | 2            | 22,1 %        | 4  | +1 | 1  |    | 1  | −1 |    |    |    |    |
| Thurgau                | 5           | 1            | 70,2 %        | −  | −1 | 1  |    | −  | −1 | 4  | +2 |    |    |
| Uri                    | 1           | 1            | –             |    |    |    |    | 1  |    |    |    |    |    |
| Waadt                  | 11          | 3            | 39,9 %        | 7  |    | 4  |    |    |    |    |    |    |    |
| Wallis                 | 5           | 3            | 63,3 %        | 2  |    |    |    | 3  |    |    |    |    |    |
| Zug                    | 1           | 1            | 22,1 %        | 1  | +1 | −  | −1 |    |    |    |    |    |    |
| Zürich                 | 13          | 4            | 76,4 %        |    |    | 5  | −4 |    |    | 8  | +4 |    |    |
| Schweiz                | 128         | 47           | 54,2 %        | 57 | +3 | 30 | −8 | 24 | +2 | 14 | +4 | 3  | −1 |

## Ständerat
Die Wahlberechtigten konnten die Mitglieder des Ständerates in den Kantonen Obwalden, Solothurn, Thurgau und Zürich erstmals selbst bestimmen (in Obwalden durch die Landsgemeinde). In allen übrigen Kantonen erfolgte die Wahl weiterhin indirekt durch die jeweiligen Kantonsparlamente.